# Zăcăminte minerale friabile
Zăcămintele minerale friabile sunt acumulări de frânturi mărunte de minerale și roci la suprafața scoarței terestre, formate ca urmare a distrugerii corpurilor minerale primare, sub influența factorilor exogeni (apă, gheață, vânt). Aceste acumulări de roci pot să conțină concentrații de aur, platină, diamant, zirconiu, titan etc.